# Tag der offenen Töpferei

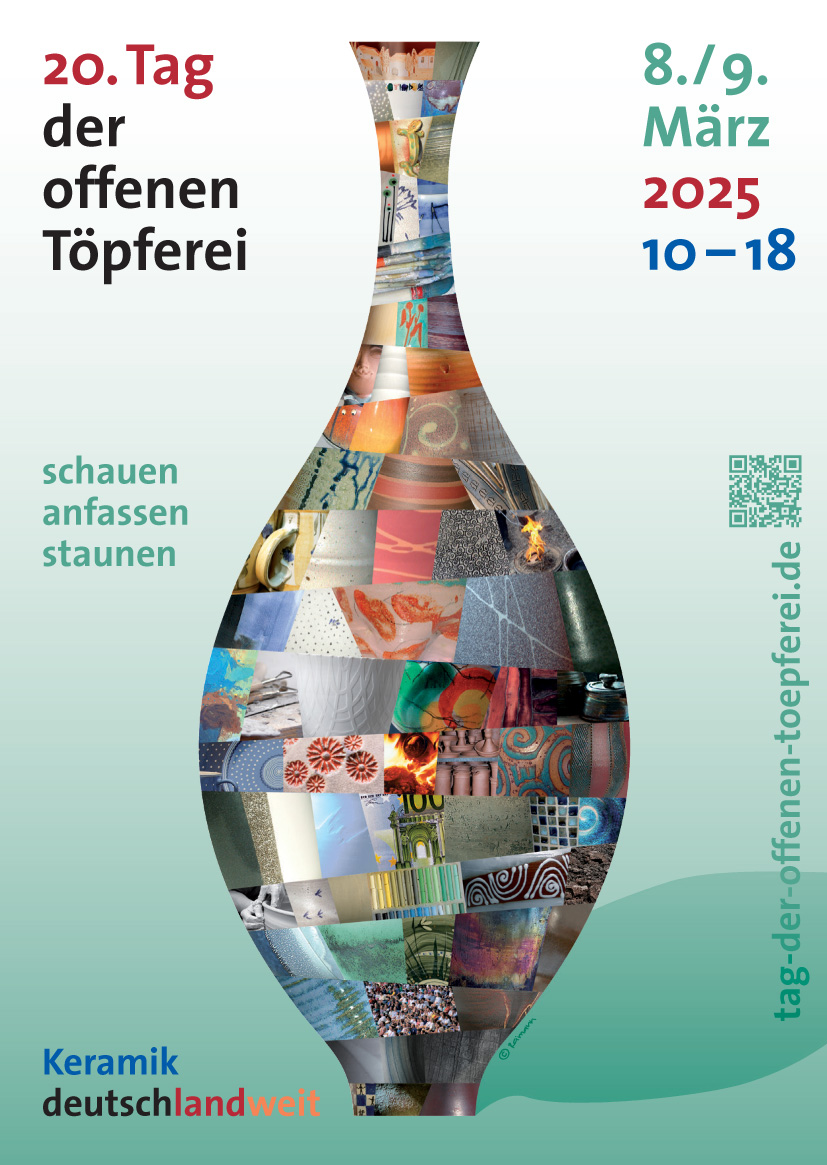
Plakat zum Aktionstag

Der Tag der offenen Töpferei findet einmal jährlich am zweiten Märzwochenende statt. Daran beteiligt sind hauptberufliche Keramiker, die alle Bereiche der Keramik vertreten. Der Tag der offenen Töpferei wird ehrenamtlich organisiert und hat ein gemeinsames Logo und eine gemeinsame Internetseite.

## Inhalt
Die beteiligten Werkstätten bereiten unterschiedliche Angebote vor. Einige Töpfer brennen am Samstag einen Ofen an und öffnen diesen am Sonntag vor Besuchern. Es werden Filme zum Thema Töpferei gezeigt, oft gibt es auch ein spezielles Angebot für Kinder. Das Angebot der einzelnen Werkstätten wird zuvor auf der Internetseite veröffentlicht.

## Geschichte
Die Idee für einen gemeinsamen Aktionstag gab es von mehreren Seiten und wurde in den Berufsverbänden wiederholt diskutiert. 2006 beschlossen circa 100 Töpfereien aus Sachsen, Thüringen und Nordrhein-Westfalen, an einem gemeinsamen Termin teilzunehmen. 2007 kamen die Bundesländer Sachsen-Anhalt, Baden-Württemberg, Schleswig-Holstein und Rheinland-Pfalz dazu. Seit 2008 beteiligen sich Niedersachsen, Brandenburg, Hessen und Mecklenburg. Mecklenburg hat seitdem die größte Zahl der Teilnehmer je Bundesland. Bayern nimmt seit 2010 an diesem Aktionstag teil. Das Saarland nimmt seit 2011 teil.